# رولاندو ایروستا
رولاندو ایروستا (اسپانیایی: Rolando Irusta‎؛ زادهٔ ۲۷ مارس ۱۹۳۸) یک بازیکن فوتبال و دروازه‌بان اهل آرژانتین است.
وی همچنین در تیم ملی فوتبال آرژانتین بازی کرده‌است.